# Luka Burilović
Luka Burilović (Lipovac, 16. listopada 1966.) hrvatski je poduzetnik i trenutni predsjednik Hrvatske gospodarske komore, a dužnost obavlja od 2014. godine.
Njegovu prethodnu karijeru obilježio je rad na funkcijama predsjednika Uprave Sladorane te pomoćnika ministra u Ministarstvu poljoprivrede, šumarstva i vodnoga gospodarstva. Dragovoljac je Domovinskog rata i pričuvni časnik Hrvatske vojske, odlikovan Spomenicom Domovinskog rata. Za osobite zasluge za gospodarstvo odlikovan je Redom Danice hrvatske s likom Blaža Lorkovića. Autor je znanstvenih i stručnih radova iz područja ekonomije.

## Obrazovanje
U 2001. godini stječe titulu Upravnog pravnika na Sveučilištu J. J. Strossmayera u Osijeku, a 2006. godine postaje diplomirani ekonomist na smjeru poslovnog prava Univerziteta za poslovne studije – Fakulteta za poslovne studije Banja Luka. U 2011. godini završava specijalistički diplomski stručni studij za stručnog specijalista ekonomije na Visokoj poslovnoj školi s pravom javnosti Višnjan, a 2012. godine stječe titulu sveučilišnog specijalista ekonomije na Ekonomskom fakultetu Sveučilišta J. J. Strossmayera u Osijeku. Na istom Sveučilištu 2019. godine završio je poslijediplomski doktorski studij menadžmenta na temu: „Pozicioniranje hrvatske industrije šećera na tržištu Europske unije”.

## Poduzetnička karijera
Svoju poduzetničku karijeru započeo je otvaranjem tvrtke Agrotehna Lipovac čiji je vlasnik bio od 1990. do 1996. godine kada postaje zamjenik načelnika Općine Nijemci i obavlja tu ulogu sve do 2004. godine. U Ministarstvu poljoprivrede, šumarstva i vodnoga gospodarstva obnaša dužnost pomoćnika ministra od travnja 2004. godine do veljače 2006. godine, nakon čega odlazi na mjesto zamjenika predsjednika Uprave Sladorane d. d. Županja. U siječnju 2008. godine postaje predsjednik Uprave Sladorane i to ostaje sve do 2014. godine.
U ožujku 2014. godine izabran je za predsjednika Hrvatske gospodarske komore između sedamnaest preostalih kandidata. Posebno priznanje za „najkomoru jugoistočne i srednje Europe“ dobio je u srpnju 2015. godine na tradicionalnom međunarodnoj poslovnoj konferenciji o unapređenju biznisa „Regionalni privredni razvoj i suradnja“ temeljem reformi ostvarenih tijekom prve godine mandata na čelu Hrvatske gospodarske komore te ukupnog doprinosa u poboljšanju poslovne klime i suradnje u regiji. Predsjednica RH ga je za osobite zasluge za gospodarstvo, te izniman doprinos razvoju gospodarskih odnosa Republike Hrvatske s drugim zemljama 2018. odlikovala Redom Danice hrvatske s likom Blaža Lorkovića.

## Dodatna članstva i funkcije
Trenutno je predsjednik Hrvatskog nacionalnog odbora Međunarodne trgovačke komore (ICC) i zamjenik predsjednika Nadzornog odbora Podravke. Član je Upravnih odbora Udruženja europskih gospodarskih komora (Eurochambres), Fonda za zaštitu okoliša i energetsku učinkovitost i Zaklade Hrvatske akademije znanosti i umjetnosti. Također je i član Nadzornog odbora Hrvatske banke za obnovu i razvitak (HBOR) te član Gospodarskog vijeća Akademije tehničkih znanosti Hrvatske (HATZ).